# Élection présidentielle costaricienne de 2022
L’élection présidentielle costaricienne de 2022 se déroule les 6 février et 3 avril 2022 au Costa Rica afin d'élire le nouveau président de la République et ses deux vice-présidents. 
Aucun candidat ne l'ayant emporté au premier tour, organisé en même temps que les législatives, un second est organisé entre José María Figueres Olsen et Rodrigo Chaves Robles. Ce dernier l'emporte, provoquant une alternance à la tête de l'État.

## Contexte

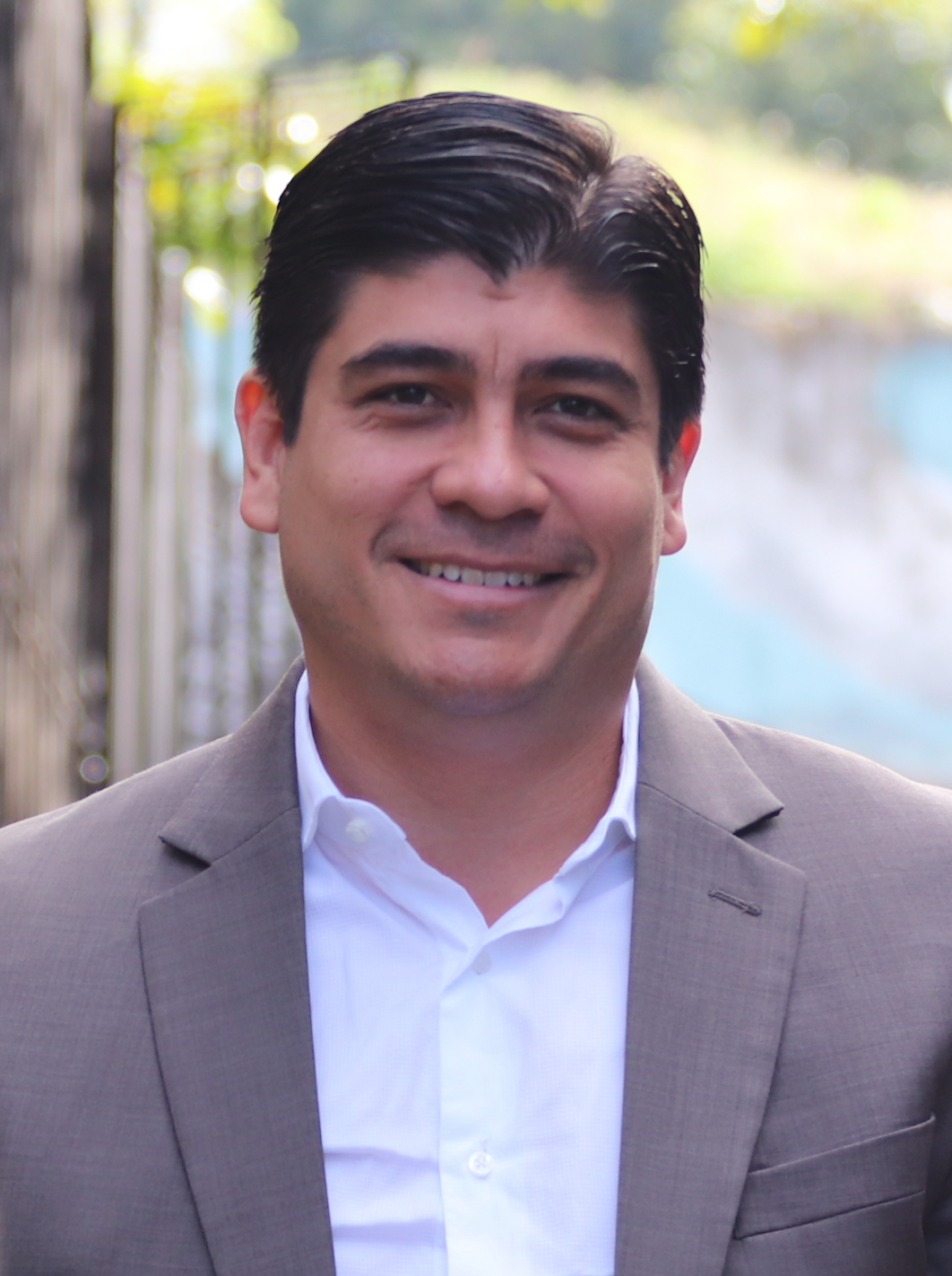
Carlos Alvarado.

Le premier tour de l'élection présidentielle de février 2018 voit arriver en tête le conservateur Fabricio Alvarado du Parti restauration nationale et le progressiste Carlos Alvarado du Parti d'action citoyenne, avec respectivement 25 et 22 % des voix. Le Parti de la libération nationale obtient son pire résultat à une présidentielle depuis sa création en échouant pour la première fois à qualifier un candidat pour le second tour, Antonio Álvarez n'obtenant que 18 % des suffrages.
La campagne est marquée par les positions radicalement opposées des deux candidats sur le sujet de la légalisation du mariage homosexuel, dans le contexte d'un jugement de la Cour interaméricaine des droits de l'homme le mois précédent en faveur d’une reconnaissance du droit au mariage homosexuel dans plusieurs pays américains. La Cour détermine que la Commission interaméricaine des droits de l'homme dont sont signataires ses membres exige et requiert la légalisation du mariage homosexuel. En raison de cette décision juridique, le Costa Rica doit alors légaliser le mariage homosexuel et donner aux couples de même sexe tous les droits qui en découlent. Seul le candidat protestant évangélique (et pasteur) Fabricio Alvarado du Parti de la restauration nationale s'y oppose alors, proposant d'aller jusqu'à la sortie du pays de la Cour interaméricaine s'il le faut. Dans les jours suivants, Fabricio Alvarado se retrouve en tête des sondages, alors qu'il oscillait jusque-là entre la quatrième et la dernière place. L'élection prend ainsi peu à peu la forme d'un référendum sur le mariage homosexuel, cristallisant le vote d'une population plus conservatrice que sa classe dirigeante. Plusieurs candidats reviennent ainsi sur leurs déclarations favorables des premiers jours et adoptent une posture plus nuancée, affirmant être contre à titre personnel mais ne pas avoir l'intention de s'opposer à la décision de la Cour. Par contraste, le candidat du Parti d'action citoyenne (PAC), Carlos Alvarado, ouvertement favorable à la légalisation, capte rapidement le vote progressiste, notamment chez les jeunes. 
Un second tour opposant « les deux Alvarado », candidats pourtant mineurs quelques mois auparavant, a ainsi lieu de manière inattendue, et voit la victoire du candidat progressiste Carlos Alvarado, qui est élu avec un peu plus de 60 % des voix pour un mandat de quatre ans. Peu après sa défaite, Fabricio Alvarado quitte le PRN pour fonder son propre parti, Nouvelle République. Le mariage homosexuel devient légal au Costa Rica le 26 mai 2020, après expiration du délai donné par la cour interaméricaine.
Le mandat présidentiel costaricain n'étant pas renouvelable de manière consécutive, Alvarado, dont le taux de popularité est très bas, n'est pas candidat à l'élection présidentielle de 2022.
La vie politique costaricienne est fortement marquée par la corruption. En 2021, six maires, dont celui de la capitale San José, ont été arrêtés. Le gouvernement et des partis d'opposition ont été éclaboussés par des affaires. Certaines ont aussi mis en évidence la pénétration des milieux politiques par des groupes de narcotrafiquants.
Le pays subit depuis quelques années une détérioration de sa situation économique : 23 % de la population vit en dessous du seuil de pauvreté, le chômage augmente et la dette publique atteint les 70 % du PIB, l'un des taux les plus élevés d’Amérique latine.

## Système électoral
Le président de la République est élu pour un mandat de quatre ans au scrutin uninominal majoritaire à deux tours sous une forme légèrement modifiée. Pour être élu, un candidat doit être arrivé en tête au premier tour avec plus de 40 % des voix. À défaut, les deux candidats arrivés en tête s'affrontent lors d'un second tour, et celui qui recueille le plus de suffrages est déclaré vainqueur. Jusqu'en 2005, un président élu ne pouvait se porter candidat à une nouvelle élection. Depuis, cela est possible après un intervalle d'une durée de deux mandats complets, soit huit ans.

## Campagne
Les préoccupations des électeurs concernent notamment le fort taux de chômage (près de 20 %), la hausse du coût de la vie, la corruption et dans une moindre mesure l'immigration.
Le Parti d'action citoyenne, au pouvoir depuis 2014, est devenu largement impopulaire et souffre de divisions internes. Son candidat, Welmer Ramos, n'obtient que de faibles intentions de vote, ouvrant la voie aux candidatures de plusieurs figures de l'opposition. 

### José María Figueres

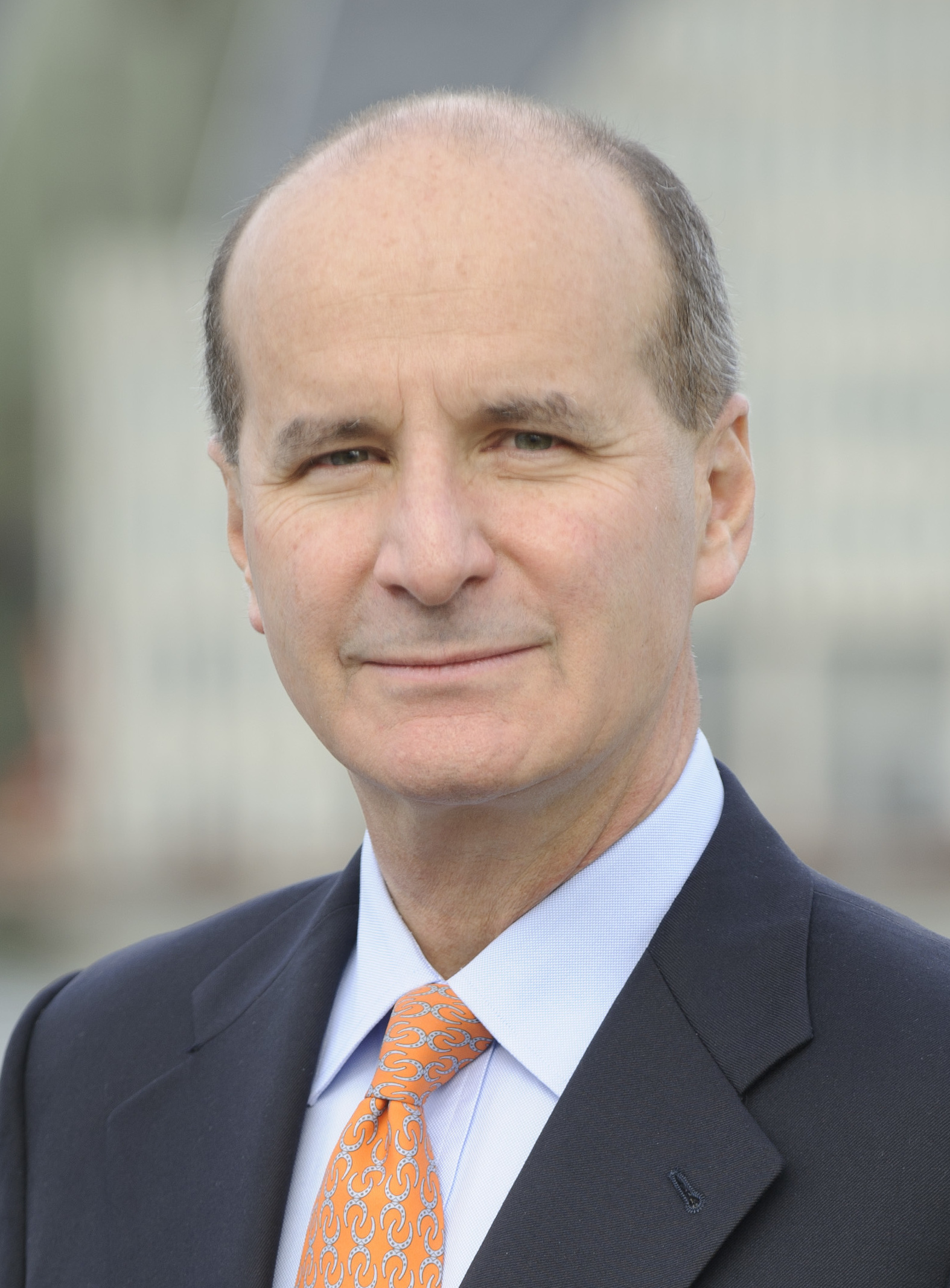
José María Figueres.

Le candidat du Parti libération nationale (PLN), José María Figueres, se présente pour un nouveau mandat, ayant déjà été président de 1994 à 1998. Il bénéficie de la bonne image de son père, José Figueres Ferrer, lui-même président au lendemain de la guerre civile en 1948. Figure charismatique, ce dernier avait alors mis en place d'importantes réformes sociales, en grande partie supprimées sous la présidence de son fils. José María Figueres bénéficie également de l'importante machine électorale que constitue le PLN, l'un des plus gros partis costariciens, qui conserve un fort attrait chez les personnes âgées. Le parti demeure cependant affaibli par le rejet des partis traditionnels, surtout chez les plus jeunes. José María Figueres fait également face sur sa gauche à la candidature dissidente de Rolando Araya, candidat malheureux à la primaire du PLN ayant décidé de se porter malgré tout candidat à la présidence.
Le candidat promet des réformes économiques, dont une réforme des retraites, afin de diminuer le déficit et le chômage. Son programme économique est axé sur la promotion des énergies vertes, de l'économie numérique et des partenariats publics-privés dans l'exportation. Il propose également de renégocier le programme conclu avec le FMI sous le gouvernement sortant. Après avoir un temps hésité à soutenir l'exploration pétrolière, interdite au Costa Rica, il se prononce finalement contre. Il est favorable à une stricte interdiction de l'avortement, y compris en cas de viol.

### Rodrigo Chaves Robles

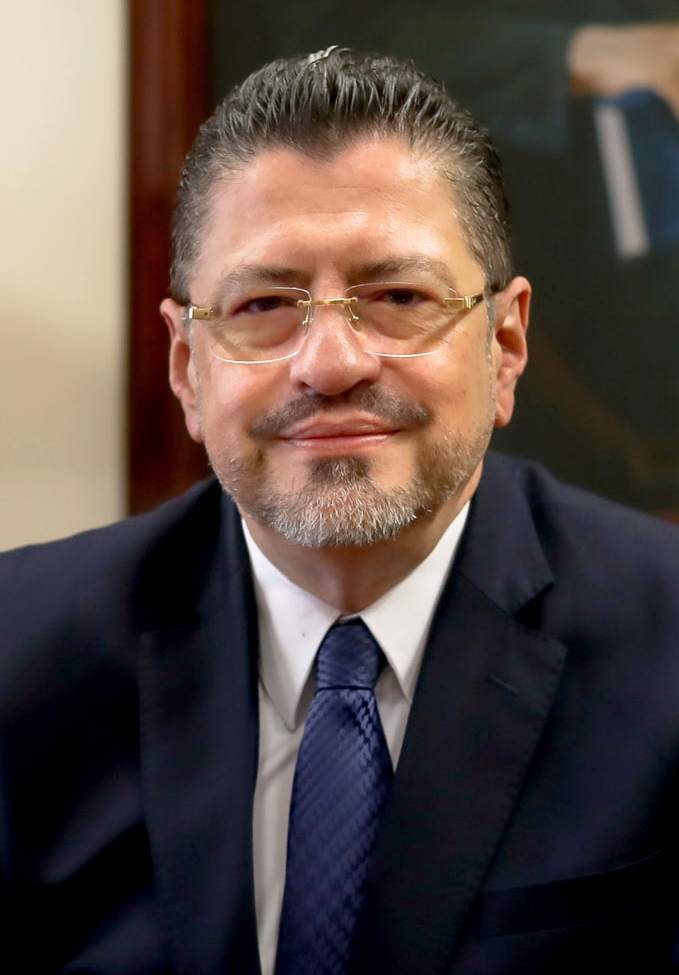
Rodrigo Chaves Robles.

Ministre des Finances dans le gouvernement sortant, Rodrigo Chaves Robles se présente sous l'étiquette du Parti progrès social démocratique (PPSD). Il fait campagne sur le thème du changement face aux trois principaux partis du pays, tout en mettant en avant son rejet des deux extrêmes de l'échiquier politique.
Affirmant vouloir « nettoyer » le Costa Rica, il axe son programme sur la lutte contre la corruption et la mauvaise gestion, principales causes selon lui de l'appauvrissement du pays. Il est favorable à une stricte interdiction de l'avortement, y compris en cas de viol.
Lors de son passage au ministère des Finances, Rodrigo Chaves Robles s'était fait connaitre pour plusieurs controverses l'opposant au président Alvarado, notamment pour avoir proposé l'instauration d'une taxe sur les salaires supérieurs à 500 000 colóns, ainsi que pour son appel au veto d'une loi dispensant les municipalités des mesures de rigueur budgétaire prises en 2018. Ces divergences avaient fini par mener à sa démission le 28 mai 2020, Alvarado ayant jugé leurs différends « irréconciliables ». Auparavant économiste à la Banque mondiale, Rodrigo Chaves Robles l'avait quittée en 2019 à la suite d'une sanction pour « comportement déplacé » envers des femmes, avant d'être nommé au gouvernement deux jours après sa démission,.

### Fabricio Alvarado

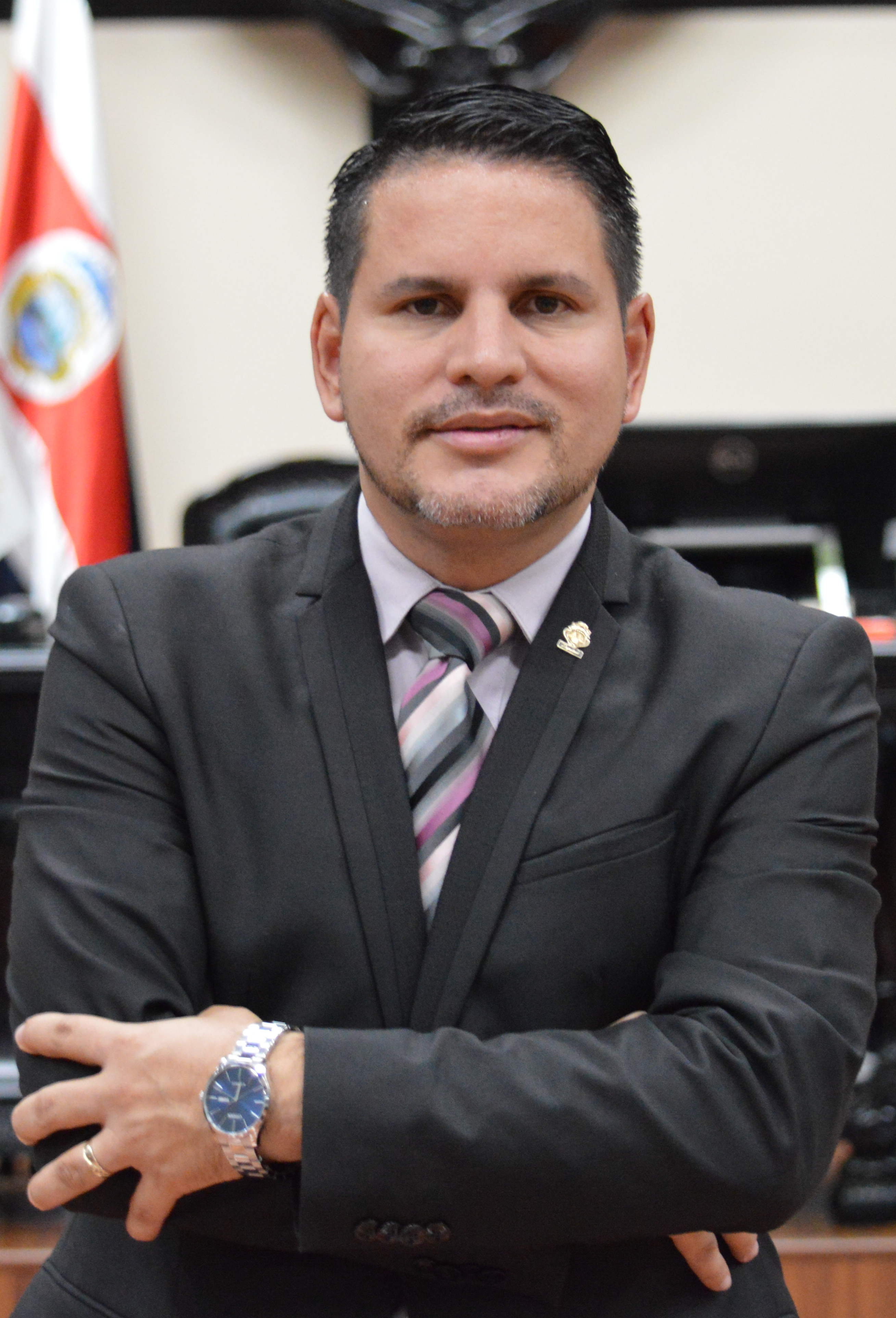
Fabricio Alvarado.

Le conservateur Fabricio Alvarado est à nouveau candidat, cette fois-ci non pas sous l'étiquette du Parti Restauration nationale (PRN), mais de sa nouvelle formation fondée en 2019 : le Parti nouvelle république (PNR). Critiqué en 2018 pour ses positions vagues en matière économique, il développe cette fois-ci son programme sur ces questions, promettant notamment de ne pas augmenter les impôts. Candidat se présentant comme antisystème, Alvarado bénéficie du ressentiment d'une partie des costariciens à l'égard des partis politiques traditionnels, jugés corrompus.
Il est principalement soutenu par les évangéliques conservateurs, qui représentent 20 % de la population. Le mariage homosexuel s'étant désormais ancré dans le pays, il axe cette fois-ci sa campagne sur d'autres questions sociétales, dénonçant « l'idéologie du genre » dans l'éducation, l'avortement et les « atteintes aux libertés religieuses ».

### Lineth Saborío

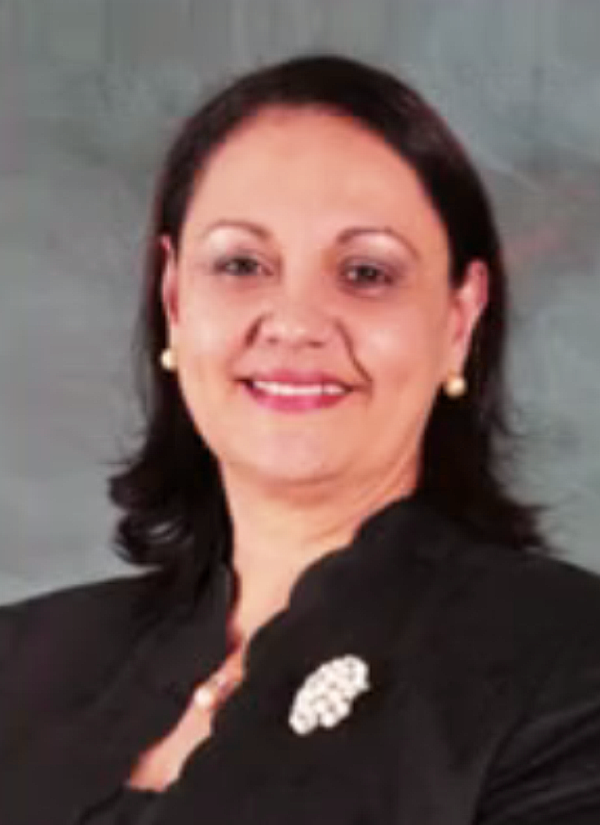
Lineth Saborio.

Lineth Saborío se présente sous l'étiquette du Parti unité sociale-chrétienne (PUSC). Ancienne Vice-présidente du Costa Rica de 2002 à 2006 sous la présidence d'Abel Pacheco, puis procureure générale du Costa Rica, elle remporte la primaire interne du PUSC, le principal parti démocrate chrétien costaricien, en mettant en avant son expérience et son point de vue en tant que femme. Elle demeure au cours de la campagne la seule femme candidate.
Lineth Saborío bénéficie surtout de son image d'intégrité, la candidate étant dépourvue du moindre scandale de corruption, et soutenue par un parti faisant moins l'objet du rejet des électeurs sur cette question. Ancrée à la droite de l'échiquier politique, elle axe son programme sur la croissance économique et la réduction des coûts des programmes sociaux et des énergies vertes. Elle propose notamment de réduire les taxes, d'encourager l'économie des zones rurales et défend l'accord avec le Fonds monétaire international (FMI) signé par le gouvernement. Elle est favorable à une stricte interdiction de l'avortement, y compris en cas de viol.

### José María Villalta

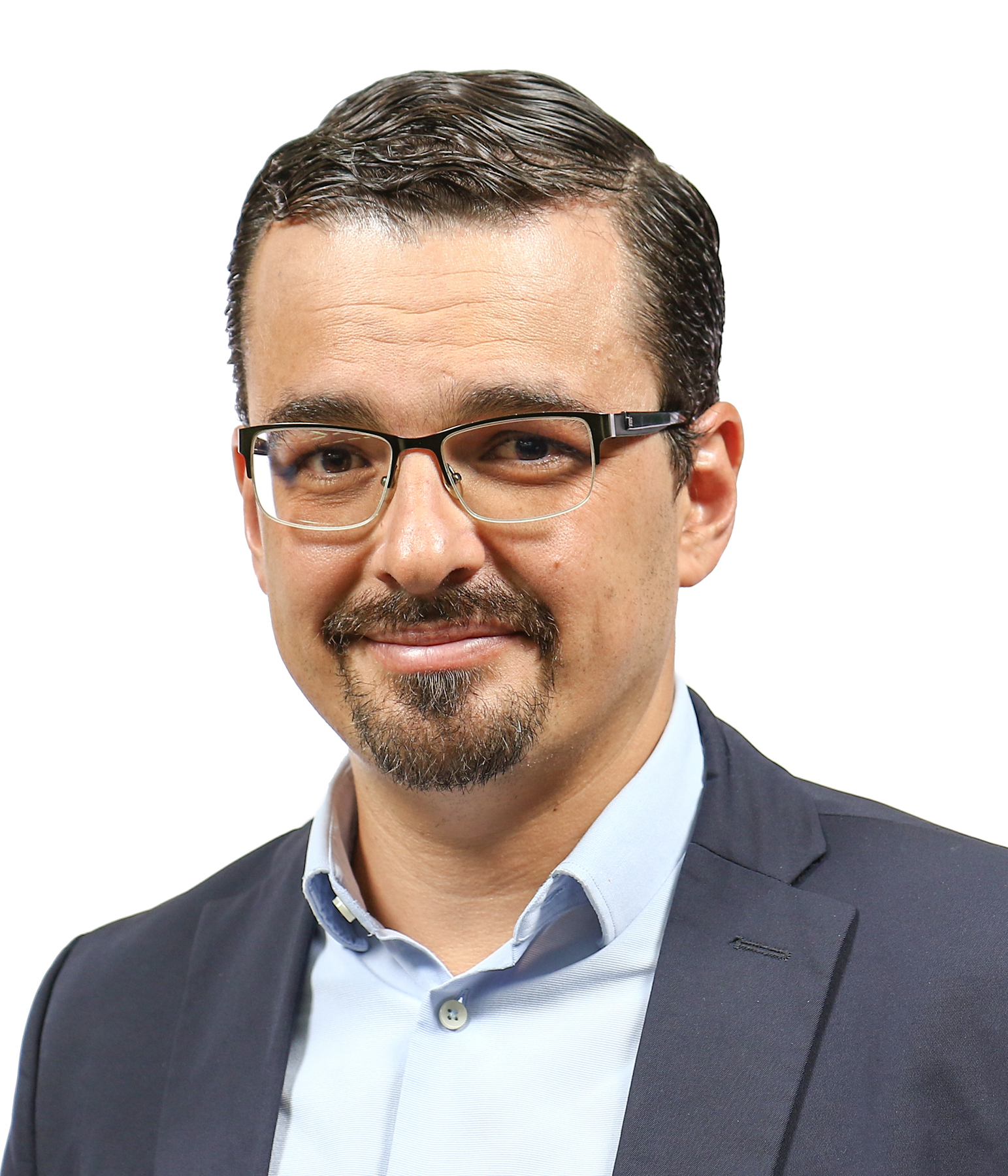
José María Villalta.

José María Villalta représente la coalition de gauche du Front large. Reprenant les thèmes de sa précédente campagne présidentielle en 2014, il met l'accent sur la lutte contre le changement climatique, en plus de celle pour les droits des travailleurs et les programmes sociaux. Il milite pour une réforme fiscale, une forte hausse des dépenses sociales, le renforcement du droit du travail, la transition énergétique et la défense des droits LGBTQ. Il bénéficie d'une image de probité au moment même où les scandales de corruption touchent de nombreuses figures politiques dans le pays.
Il hérite cependant de l'image du Front large, fortement critiqué pour son soutien aux gouvernements nicaraguayen de Daniel Ortega et vénézuélien de Nicolás Maduro, marqué par la visite en 2014 au Nicaragua de sa candidate à la vice présidence, Patricia Mora, à la tête d'une délégation de soutien. Malgré son rejet public d'Ortega, José María Villalta continue à faire l'objet de soupçons de tendances amicales envers l'extrême gauche sud-américaine, ce qui lui vaut l'opposition du secteur privé.

## Résultats
| Candidats                | Candidats                  | Partis                   | Premier tour | Premier tour | Second tour | Second tour |
| Candidats                | Candidats                  | Partis                   | Voix         | %            | Voix        | %           |
| ------------------------ | -------------------------- | ------------------------ | ------------ | ------------ | ----------- | ----------- |
|                          | José María Figueres Olsen  | PLN                      | 571 518      | 27,28        | 908 816     | 47,16       |
|                          | Rodrigo Chaves Robles      | PPSD                     | 351 453      | 16,78        | 1 018 454   | 52,84       |
|                          | Fabricio Alvarado          | PNR                      | 311 633      | 14,88        |             |             |
|                          | Eliécer Feinzaig Mintz     | PLP                      | 259 788      | 12,40        |             |             |
|                          | Lineth Saborío Chaverri    | PUSC                     | 259 767      | 12,40        |             |             |
|                          | José María Villalta        | FL                       | 182 789      | 8,73         |             |             |
|                          | Rolando Araya Monge        | CRJ                      | 19 951       | 0,95         |             |             |
|                          | Greivin Moya Carpio        | PFN                      | 16 576       | 0,79         |             |             |
|                          | Natalia Díaz Quintana      | UP                       | 16 496       | 0,79         |             |             |
|                          | Welmer Ramos González      | PAC                      | 13 803       | 0,66         |             |             |
|                          | Óscar López Arias          | PASE                     | 12 418       | 0,59         |             |             |
|                          | Rodolfo Hernández Gómez    | SCR                      | 12 224       | 0,58         |             |             |
|                          | Sergio Mena Díaz           | PNG                      | 11 643       | 0,56         |             |             |
|                          | Eduardo Cruickshank        | PRN                      | 11 160       | 0,53         |             |             |
|                          | Carmen Quesada Santamaría  | JSC                      | 6 759        | 0,32         |             |             |
|                          | Federico Malavassi Calvo   | UL                       | 6 633        | 0,32         |             |             |
|                          | Maricela Morales Mora      | UCD                      | 6 604        | 0,32         |             |             |
|                          | Christian Rivera Paniagua  | ADC                      | 5 697        | 0,27         |             |             |
|                          | Óscar Campos Chavarría     | PEN                      | 4 639        | 0,22         |             |             |
|                          | Rodolfo Piza Rocafort      | PNP                      | 3 359        | 0,16         |             |             |
|                          | Walter Muñoz Céspedes      | PIN                      | 3 022        | 0,14         |             |             |
|                          | Roulan Jiménez Chavarría   | MSDC                     | 2 032        | 0,10         |             |             |
|                          | Jhonn Vega Masís           | PT                       | 1 951        | 0,09         |             |             |
|                          | Martín Chinchilla Castro   | PU                       | 1 495        | 0,07         |             |             |
|                          | Luis Alberto Cordero Arias | ML                       | 1 406        | 0,07         |             |             |
|                          |                            |                          |              |              |             |             |
| Votes valides            | Votes valides              | Votes valides            | 2 096 557    | 98,62        | 1 890 784   | 97,42       |
| Votes blancs et nuls     | Votes blancs et nuls       | Votes blancs et nuls     | 29 298       | 1,38         | 50 014      | 2,58        |
| Total                    | Total                      | Total                    | 2 125 855    | 100          | 1 977 284   | 100         |
| Abstention               | Abstention                 | Abstention               | 1 419 064    | 40,03        | 1 567 635   | 44,22       |
| Inscrits / participation | Inscrits / participation   | Inscrits / participation | 3 544 919    | 59,97        | 3 544 919   | 55,78       |

## Analyse

Résultats des candidats au second tour par canton.

Le second tour donne Rodrigo Chaves Robles vainqueur avec 52,85% des voix face à José María Figueres. Ce dernier reconnait le lendemain sa défaite en téléphonant à Robles pour le féliciter. Le président sortant Carlos Alvarado fait de même, assurant que la passation des pouvoirs prévue pour le 8 mai se fera de manière ordonnée,,.